# Pabellón de Marruecos (Epcot)
El Pabellón de Marruecos es un pabellón de temática marroquí que forma parte del World Showcase en Epcot en Walt Disney World Resort en Florida. Fue el primer pabellón de expansión que se agregó a World Showcase y se inauguró el 7 de septiembre de 1984.
Su ubicación es entre los pabellones de Japón y Francia.

## Disposición
El Pabellón, diseñado para parecerse a una ciudad marroquí con un minarete realista, presenta el único pabellón en el que el gobierno del país ayudó en el diseño. Los visitantes al pabellón obtienen información sobre el estilo de vida y la cultura del pueblo marroquí a través de la Galería de Arte e Historia. La Casa Fes muestra a los huéspedes la típica casa marroquí. Dentro del pabellón, se pueden ver plantas del norte de África como árboles de cítricos, palmeras datileras y olivos, así como fuentes. El patio acoge espectáculos, incluido un espectáculo de danza del vientre. El restaurante Marrakesh y el Tangierine Cafe sirven comida marroquí, que incluye cordero asado en tajine, cuscús y sopa harira. 6 tiendas adornan el pabellón, vendiendo a los clientes desde alfombras hasta artículos de cuero y ropa tradicional marroquí.
Algunas de las principales estructuras definitorias del pabellón incluyen una réplica de la necrópolis de Chellah a las afueras de Rabat, y una réplica del minarete de la mezquita Koutoubia en Marrakech. Una réplica de Bab Boujeloud, la puerta de entrada a la medina de Fez, conduce a una zona de bazar.

## Influencia gubernamental
El rey Hassan II envió artesanos marroquíes para diseñar y crear los mosaicos. Debido a las creencias religiosas islámicas sobre el contenido del arte, los mosaicos no contienen representaciones de personas. El gobierno también patrocinó el pabellón hasta el 21 de octubre de 2020, cuando Disney tomó posesión del mismo.

Logotipo